# Torkel Gislason
Torkel Gislason (Þórkell Gíslason) var en isländsk 1100-talsskald som på ändrimmad "minsta" runhenda med fem stavelser i varje versrad författade en drapa om bornholmaren Bue Vesetason (Bui Vésetason), som omkom i Jomsvikingaslaget år 986. Nio fullstrofer och tre halvstrofer ur denna drapa har bevarats i den längre Olavssagan (Óláfs saga Tryggvasonar en mesta). Diktens framställning är, enligt Finnur Jónsson, "på det hela taget historiskt-objektiv; stridsskildringarna saknar inte kraft men någon särskild originalitet ådagaläggs inte". Författarens sakuppgifter bygger helt på traditionen. Torkel Gislason var möjligen samtida med Markus Skeggjason eller troligen något yngre, men ingenting är känt om hans liv.